# Marcus Willaschek
Marcus Willaschek (* 1962 in Arnsberg) ist ein deutscher Philosoph. Er beschäftigt sich vor allem mit der Philosophie Immanuel Kants sowie Erkenntnistheorie, Theorien der Rationalität und Metaphysik.

## Leben
Am Gymnasium Laurentianum in Arnsberg legte er 1982 sein Abitur ab und studierte anschließend von 1984 bis 1991 Philosophie mit den Nebenfächern Biologie, Rechtswissenschaft und Psychologie an der Westfälischen Wilhelms-Universität in Münster. Von 1988 bis 1991 erhielt er ein Stipendium durch die Studienstiftung des deutschen Volkes. 1991 wurde er an der Universität Münster bei Peter Rohs im Fach Philosophie promoviert. Seine Dissertation wurde 1992 unter dem Titel Praktische Vernunft. Handlungstheorie und Moralbegründung bei Kant veröffentlicht. 1999 folgte die Habilitation an der Universität Münster. Seine Habilitationsschrift wurde 2003 unter dem Titel Der mentale Zugang zur Welt. Realismus, Skeptizismus und Intentionalität publiziert und 2015 neu aufgelegt.
Einer Anstellung als wissenschaftlicher Assistent am Philosophischen Seminar der Universität Münster (1995–2001) folgten mehrere Vertretungsprofessuren an den Universitäten Essen, Frankfurt am Main und Siegen. Seit 2003 hat Willaschek die Professur für Philosophie der Neuzeit an der Goethe-Universität Frankfurt am Main inne.
Zudem war Willaschek von 1992 bis 1994 Visiting Scholar an der Harvard University. Im selben Zeitraum erhielt er auch ein Stipendium der Deutschen Forschungsgemeinschaft. Außerdem besuchte er zwischen 2009 und 2010 zu Forschungszwecken die University of California, Berkeley. 2012 und 2014 verbrachte er jeweils einige Monate als Gastwissenschaftler an der University of California, San Diego. Im Jahr 2015 hatte er eine Gastprofessur an der Keiō-Universität in Tokio inne. 2016 folgte eine weitere Gastprofessur in Japan an der Universität Osaka.
Im Jahr 2020 erhielt Marcus Willaschek den Henry Allison Senior Scholar Prize der North American Kant Society für sein Buch Kant über die Quellen der Metaphysik: Die Dialektik der reinen Vernunft (Cambridge University Press, 2019).
Mit seinem Buch Kant. Die Revolution des Denkens war Willaschek 2024 für den Deutschen Sachbuchpreis nominiert.

## Mitgliedschaften
Willaschek gehört einer Reihe von Fachgesellschaften und Forschungsverbünden an. Dazu gehören die Mitgliedschaften in der Deutschen Gesellschaft für Philosophie, Gesellschaft für Analytische Philosophie und in der Kant-Gesellschaft. Zudem ist er Ehrenmitglied der Sociedade Brasileira de Estudos Jurídicos Kantianos. Seit 2007 ist er als Principal Investigator Mitglied des Exzellenzcluster Die Herausbildung normativer Ordnungen.
Von 2008 bis 2016 gehört er außerdem dem Fachkollegium Philosophie der Deutschen Forschungsgemeinschaft an sowie von 2012 bis 2017 dem erweiterten Vorstand der Deutschen Gesellschaft für Philosophie. Seit 2012 ist er Mitglied der Kant-Kommission der Berlin-Brandenburgischen Akademie der Wissenschaften (BBAW), seit 2016 ordentliches Mitglied der Akademie und seit 2018 Vorsitzender der Kant-Kommission.

## Schriften (Auswahl)
- Praktische Vernunft: Handlungstheorie und Moralbegründung bei Kant,  Verlag J.B. Metzler, Stuttgart 1992, ISBN 978-3-476-00864-0. (Online)
- Realismus, Schöningh, Paderborn 2000, ISBN 978-3-506-99511-7.
- Der mentale Zugang zur Welt: Realismus, Skeptizismus und Intentionalität, Klostermann, Frankfurt am Main 2015 (2. Aufl.), ISBN 978-3-465-04233-4.
- Kant-Lexikon, 3 Bände, (hrsg. mit G. Mohr, J. Stolzenberg und St. Bacin), de Gruyter, Berlin/New York 2015, ISBN 978-3-110-17259-1.
- Kant on the Sources of Metaphysics: The Dialectic of Pure Reason, Cambridge University Press, Cambridge 2018, ISBN 978-1-108-47263-0.
- Kant. Die Revolution des Denkens. C.H. Beck, München 2023, ISBN 978-3-406-80743-5.